# 泉一郎
泉 一郎（いずみ いちろう、1955年8月31日 - ）は、日本の実業家、馬主。
京都府京都市下京区に本社を置く、不動産業の株式会社ハウスプラザの代表取締役を務める。

## 経歴
1955年、香川県出身。龍谷大学出身で、在籍していた野球部ではピッチャーを務めていた。卒業後は会社勤めをしていたものの、馬主になるために起業を志し、1985年に株式会社ハウスプラザを設立した。

## 馬主活動

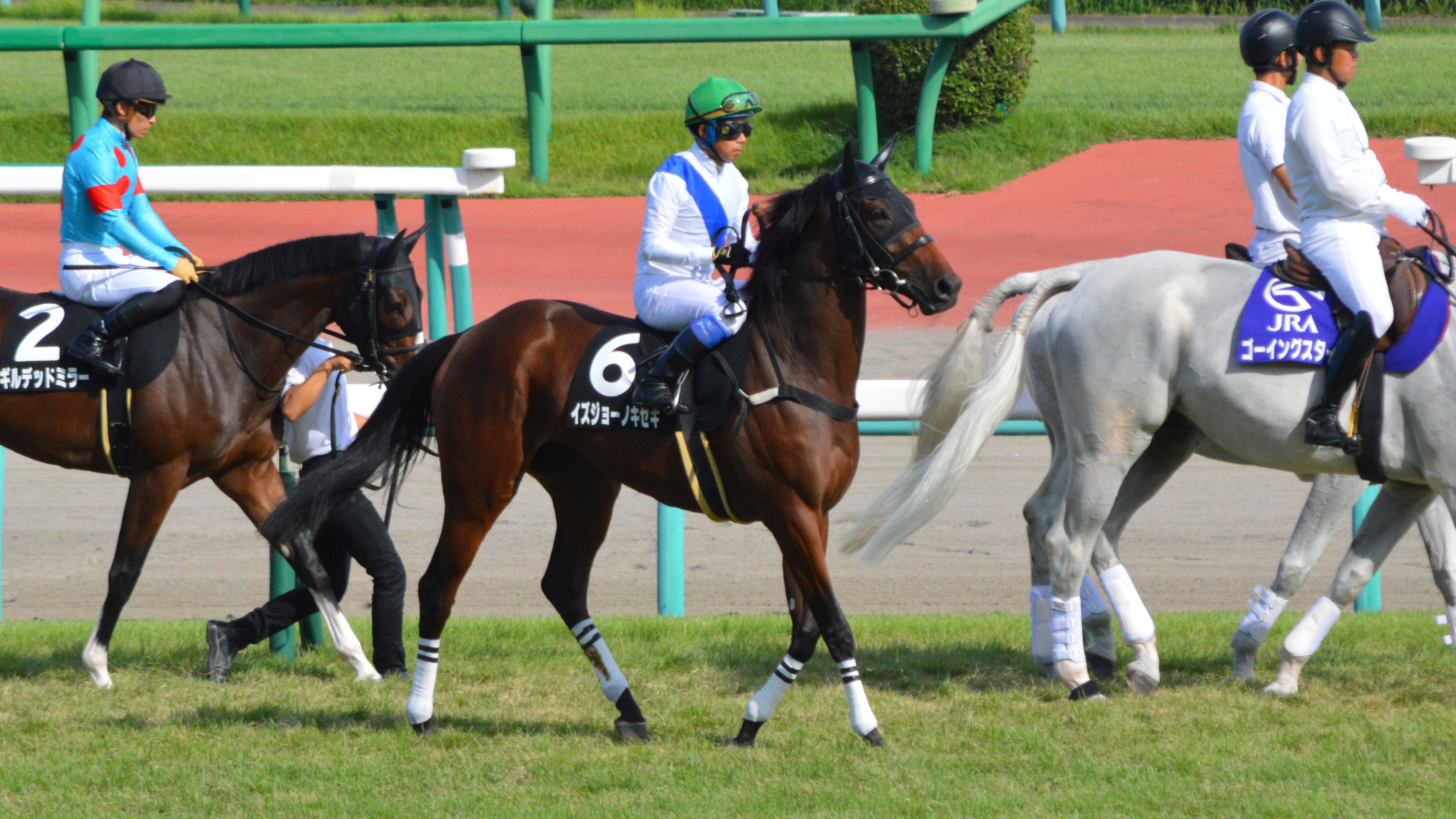
泉の勝負服を着用した岩田康誠、騎乗馬イズジョーノキセキ

日本中央競馬会（JRA）および地方競馬全国協会（NAR）に登録する馬主としても知られる。勝負服の柄は白、青襷、冠名には苗字「泉（イズミ）」と、息子の名前に由来する「ジョー」を組み合わせた「イズジョー」を用いる。当初は組合馬主「昴ホースクラブ」の名義を用いていたが、後に個人名義に変更している。
幼い頃に父親に競馬場へ連れて行かれていた経験から馬に興味を持ち出した。当時はヒカルイマイに惹かれたといい、それからは亀岡市の乗馬クラブへ通ったり、大学進学前には北海道の牧場でのアルバイトも経験した。その後起業を経て園田競馬場の馬主となり、岩田康誠とも親交を深めるようになった。泉の現在の勝負服色は岩田の地方競馬所属時のものと同一であるが、これは岩田がJRAの騎手試験に合格し移籍する際に、泉に「勝負服を替えてくれませんか」と懇願したのを、泉が快諾したことによるものである。

## 主な所有馬

### 重賞競走優勝馬
斜字は地方重賞。
- バージンサファイヤ（2009年のじぎく賞、園田クイーンセレクション）
- ナナクサ（2011年東海クイーンカップ）
- イズジョーノキセキ（2022年府中牝馬ステークス）